# Emily Beecroft
Emily Beecroft (nascida em 19 de novembro de 1999) é uma nadadora paralímpica australiana. Em setembro de 2016, Beecroft representou Austrália disputando quatro provas da categoria S9 nos Jogos Paralímpicos do Rio de Janeiro. Beecroft se classificou para três finais destas quatro provas, no entanto, sem êxito na batalha para subir ao pódio. Ficou em quarto nos 50 metros livre S9, em sexto nos 100 metros livre e, igualmente, em sexto nos 100 metros borboleta S9. Beecroft nadou também a prova dos 200 metros medley individual SM9, porém não conseguiu chegar à final.  Em resposta ao ser questionada: "Qual é o propósito de ir ao Rio?" Beecroft respondeu dizendo: "Vou lá competir e vencer!"